# Alive - Sopravvissuti
Alive - Sopravvissuti (Alive) è un film del 1993 diretto da Frank Marshall, basato sul disastro aereo delle Ande del 1972. La pellicola ha preso spunto dal libro di Piers Paul Read Tabù - La vera storia dei sopravvissuti delle Ande, oltre ad essere un remake del film I sopravvissuti delle Ande del 1976.

## Trama
Il 13 ottobre 1972 una squadra uruguaiana universitaria di rugby, accompagnata anche da alcuni familiari, in volo sul Fokker Fairchild FH-227D si schianta sulla cordigliera delle Ande, nel tentativo di raggiungere il Cile. I sopravvissuti, dopo alcuni giorni in attesa dei soccorsi decidono, per non morire di fame, di cibarsi dei corpi dei loro compagni morti. Gli estremi sforzi compiuti dai 33 iniziali sopravvissuti, poi ridottisi a 16, verranno ricompensati dall'eroica impresa di Fernando Parrado e Roberto Canessa, i quali riescono ad attraversare le Ande e raggiungere il Cile, dove chiedono soccorso.

## Produzione
La pellicola venne interamente realizzata nella Columbia Britannica, Canada, fra: Purcell Range sulle Purcell Mountains, Windermere e gli North Shore Studios di Vancouver.
Uno dei sopravvissuti, Fernando Parrado (interpretato nel film da Ethan Hawke), ha aiutato il regista nella ricostruzione cinematografica della tragedia.

## Riconoscimenti
- 1993 - Premio Emmy
  - Nomination Miglior montaggio a Perry Schaffer
- 1993 - MTV Movie Awards
  - Nomination Miglior sequenza d'azione (L'incidente aereo)
- 1993 - Australian Cinematographers Society
  - Fotografo dell'anno a Peter James